# 第一次马其顿战争
第一次馬其頓戰爭（First Macedonian War，前214年─前205年）是羅馬共和國和其希臘盟友與馬其頓王國腓力五世之間的一場戰爭。
第一次馬其頓戰爭爆發前，羅馬正與迦太基共和國進行第二次布匿戰爭。入侵至義大利半島的迦太基將軍漢尼拔與馬其頓腓力五世同盟，準備一同對付羅馬，加上腓力五世早就對羅馬勢力範圍中的伊利里亞虎視眈眈，馬其頓和羅馬間因此爆發戰爭。
在前211年之後，原先反馬其頓霸權的埃托利亞同盟與帕加馬阿塔羅斯一世等希臘諸勢力擔心馬其頓勢力會過於擴大，因此加入羅馬一側。在此戰爭中，腓力五世企圖得到伊利里亞與全希臘的控制權，但是沒有成功。通常認為這些在希臘戰線上的小交戰使得馬其頓軍隊無法援助迦太基漢尼拔軍。這場戰爭沒有決定性的戰役，敵對雙方在僵持中決定和談，在前205年於伊庇魯斯附近的腓尼基簽訂《腓尼基和約》規定雙方大致上恢復戰前狀態，而馬其頓獲得伊利里亞南部一小部分，正式地結束這場戰爭。

## 德米特里的勸說

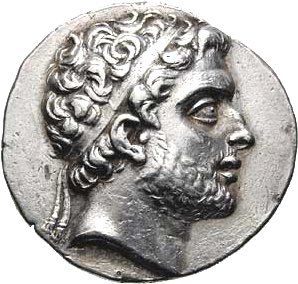
腓力五世的錢幣

馬其頓腓力五世是一個雄心壯志的國王，他希望能藉助馬其頓的國力實現壯闊的偉業，一直尋求擴大領土的機會。當羅馬共和國陷入與迦太基共和國的戰爭時，這給了馬其頓國王腓力五世一個向西方擴張疆土的大好機會。根據希臘歷史學家波利比烏斯的記載，在腓力五世決定是否要趁著這個機會與羅馬開戰時，受到法羅斯的德米特里相當大的影響。
原先德米特里在第一次伊利里亞戰爭前，即前229年以前，統治伊利里亞大部分的沿岸。但在第一次伊利里亞戰爭爆發後，德米特里遭到羅馬擊敗，並流落至腓力五世的宮廷。
之後第二次布匿戰爭在前218年爆發，此時馬其頓腓力五世正陷入同盟者戰爭中。在與埃托利亞同盟交戰期間，腓力五世收到迦太基將軍漢尼拔在前217年六月特拉西美諾湖戰役中擊敗羅馬軍團的消息，腓力五世首先把這來信僅僅給了德米特里觀看。德米特里或許認為這是個收復故國的好機會，他立即向腓力五世建議與埃托利亞同盟停戰，並建議把矛頭轉向伊利里亞和義大利等地。波利比烏斯記載了德米特里向腓力五世的勸說：
|                    | 對於希臘人來說，他們都已經完全聽命於陛下您，而剩下不服的以後也會如此遵從（指向羅馬開戰）:亞該亞人將會因發自內心的感召而遵從；埃托利亞人將因恐懼您在這次戰爭所施加的災禍會再來而遵從。而當陛下越過海峽進入義大利，這將會是造就龐大帝國偉業的第一步，除了陛下您自己外，將會沒有人能夠宣稱勝過您。因此，現在正是開始行動，讓羅馬人遭受災難的大好時刻。 |
| ——波利比烏斯 5.101 | |

而腓力五世很容易就被德米特里這席話說服了。

## 諾帕克特斯和約
於是腓力五世開始與埃托利亞同盟進行和談交涉，並在臨近海岸的諾帕克特斯（Naupactus）舉行會議，在那裡腓力五世與埃托利亞同盟領導人諾帕克特斯的阿革拉俄斯會面，並訂定了和約。波利比烏斯記錄了當時阿革拉俄斯對於期待和平到來的演說：
|                    | 所有的事物中，最美好的是希臘人沒有互相殺伐交戰。但獻給諸神更好的獻禮是他們可以異口同聲，並且像人們手牽手渡過激流般互相幫助，如此一來他們將可以擊退所有異族的攻擊，來保衛他們自己和他們的城市。但是如果無法達到聯合在一起，在現在這個關頭我們最起碼要意見一致並加以警戒，當此刻西方正因爆發戰爭而擴充軍備，並且規模上可能會再擴大之時。就算那些在公眾事務上有著溫和觀點的人們而言，也明瞭無論是迦太基人征服羅馬；或是羅馬人征服迦太基，不論是何種結果，勝利者將不會滿足他們的帝國僅僅統治西西里和義大利。他們將會更進一步，會進一步拓展他們的勢力，他們的企圖會遠遠超過我們的預想。因此，我向大家懇求保衛自己國度來免除災禍。在眾人之上，我特別懇求國王（指腓力五世），陛下您應該這樣做，假如您放棄那些會使希臘人更為衰弱、使希臘人成為侵略者輕易捕獵的那些政策，反而像細心照顧自己身體一般關愛希臘每一個角落，就像關愛自己的領土一樣。假若您能貫徹這個意念，當陛下在建立偉業之時，希臘人將會成為您最窩心的朋友和忠誠的助力。而這樣一來，外邦人將會減少許多意願對抗您，會因看到希臘人忠貞牢固伴隨您而喪膽。假如您迫不及待要把眼光轉向西方，讓戰火如同您的意念般捲襲義大利的話。請冷靜等待那裡事件的演變，再逮到機會後發動攻擊大舉擴張疆土。並不是當前的危機下不利於這樣一個祈願。我乞求您延遲您和希臘人的爭端和戰爭，讓他們有一大段時間能安養生息，並且讓陛下您的最高目標是依自己的意念克制造成對他們是戰或是和的權慾。一旦您允許西方的戰雲在希臘產生，我相當害怕造成戰爭或是和平的那些權慾，總而言之在所有這些競賽中我們彼此對決，將會被我們自己人的手所完全擊倒。因此我們應該向上天祈禱並賜於我們可以隨著自己的意志和意願掌控那些造成戰爭或是和平的那些權慾，並且解決我們彼此的紛爭。 |
| ——波利比烏斯 11.34 | |

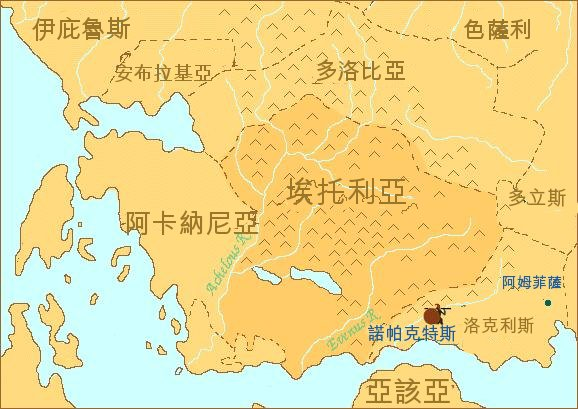
古希臘中關於埃托利亞的區域

前217年，在腓力五世努力下達成諾帕克特斯和約，結束馬其頓和埃托利亞同盟之間的衝突，除了雅典、羅德島和帕加馬以外，馬其頓的勢力再度遍及全希臘。

## 建立艦隊
之後在前217年到前216年之間的冬天，腓力五世開始建造一支包含100艘戰艦的艦隊，並且訓練他的水手。根據波利比烏斯的論點，當時這項目標困難度是前任所有的馬其頓國王都未曾遇過的。這很可能是馬其頓本身缺少足夠的資源建造艦隊，和缺少足夠可對抗羅馬海軍的相關船隻。因此波利比烏斯說腓力五世對於與羅馬艦隊在海上對抗不抱任何希望，可能也是海員缺少經驗和訓練。
不管怎樣，腓力選擇建造楞波斯戰船（Lembus），這是一種伊利里亞人所運用的小型且快速的槳帆船，它僅有一個單層槳座，除了划手外還可乘運50名士兵。藉由這種船隻，腓力希望可以迴避和逃遁遠離羅馬艦隊的截擊，並一心設想著羅馬艦隊此時在西西里西部的利利巴厄姆海軍基地，對付漢尼拔。
同時，腓力還沿著阿普沙斯河（Apsus）和士昆賓河（Shkumbin）河谷擴展疆域，直到領土與伊利里亞相接。腓力似乎計畫首要目標是先占領伊利里亞沿岸，再征服沿岸到馬其頓本土連結的地區，並利用那些新獲得的土地連結起來，提供一條最短的路線來橫渡狹窄的海峽，進軍到義大利半島。
在夏季一開始時，腓力率領他的艦隊駛離馬其頓，通過希臘本土波奧蒂亞和優卑亞島之間的埃夫里普海峽（Euripus Strait），繞過马莱阿斯角，並在到達凱法利尼亞島和萊夫卡斯島前停頓，等待有關羅馬艦隊的位置消息。在得知羅馬艦隊依舊駐紮於利利巴厄姆後，腓力繼續率領艦隊朝伊利里亞境內阿波羅尼亞，往北駛去。
然而，當馬其頓艦隊到達沙占島（Sazan）附近時，腓力得到一份報告，上頭說有數艘羅馬五槳座戰船（quinqueremes）正駛向阿波羅尼亞，腓力認為整個羅馬艦隊正駛往過來對付他，他立即下令返航回凱法利尼亞島。波利比烏斯記載，當時艦隊撤退之匆忙，可說是失序和驚亂，並說實際上當時羅馬僅派出一支10艘的小分隊而已。也因為腓力五世過度謹慎和判斷不足，失去了奪取伊利里亞沿岸的大好時機，儘管最後毫髮無傷返回馬其頓，但相當不光彩。

## 與迦太基同盟

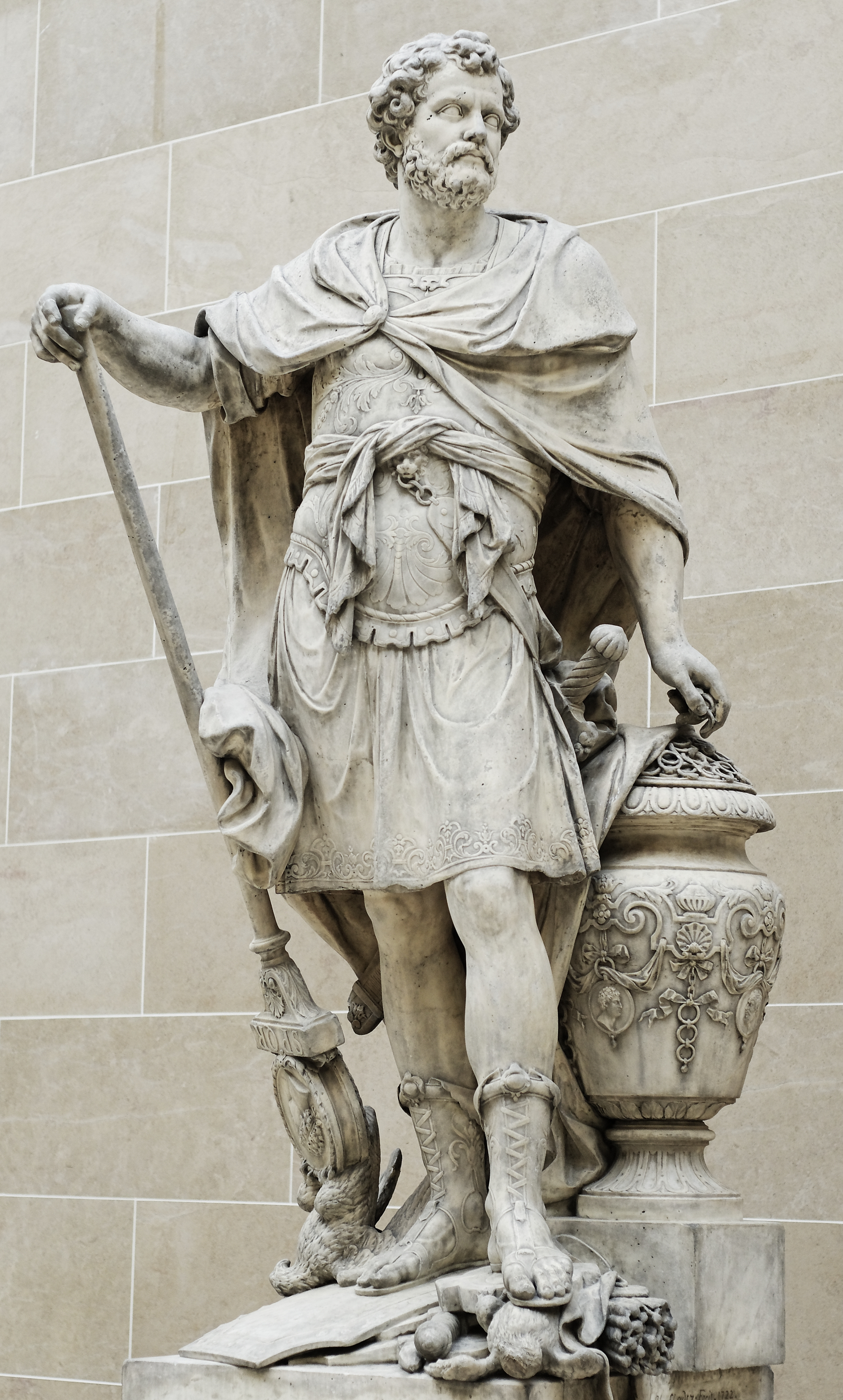
羅浮宮的漢尼拔雕像,Sebastien Slodzt, 1704.

前216年，當傳來羅馬人在坎尼會戰遭到漢尼拔的慘重攻擊後，腓力五世派遣大使前去漢尼拔在義大利的營地，商討建立一個同盟。於是在前215年夏天他們締結了攻守同盟，波利比烏斯描述了條約的一些內容，其中宣誓雙方互相支援和防禦，並要與對方的敵人為敵。尤其是雙方承諾會協同對付羅馬，並訂定漢尼拔有權決定是否與羅馬談和，且不論任何的和約內容腓力五世都需包含在內。更要求羅馬需放棄對科爾丘拉（Korkyra）、阿波羅尼亞、埃庇達諾斯、法羅斯、迪馬萊（Dimale）、巴提尼和阿丁坦尼（Atintani）等地的統治，並且目前在羅馬統治下的德米特里同盟者需恢復原狀。
這條協定在波利比烏斯描述中並沒有提到腓力五世需發動一次對義大利的入侵，或許在沙占島的潰退讓腓力不敢再冒險，或者漢尼拔可能沒有這樣的需求。
當腓力五世的大使從漢尼拔的營地回程時，與漢尼拔的使者在阿普利亞南方海濱被羅馬巡邏的艦隊司令普布利烏斯·瓦萊里烏斯·弗拉庫斯逮到，而一封漢尼拔寫給腓力五世的信也落入羅馬手中，使這些條約內文被揭露出來。
馬其頓與迦太基聯盟這事大大震驚羅馬，畢竟目前的戰事已讓他們喘不過氣。羅馬人立即派遣另外25艘戰船加入原先佈署於塔蘭托的弗拉庫斯艦隊中，使艦隊總數達到50艘。該艦隊奉命保衛義大利的亞得里亞海濱海，除了進一步確認出腓力五世的企圖外，並且評估是否要渡海入侵馬其頓來牽制腓力五世的軍隊。

## 戰爭在伊利里亞爆發
在前214年夏季末，腓力五世和120艘的楞波斯戰船企圖再一次從海上入侵伊利里亞，他攻陷了防禦薄弱的俄里科斯（Orikos），並沿著河流逆流而上，包圍了阿波羅尼亞。
同時，羅馬人派遣艦隊從塔蘭托出發到布隆迪西烏姆來持續監視腓力的行動，而一支羅馬軍團在得知伊利里亞境內的俄里科斯遭到攻陷後，由代行大法官（propraetor）馬爾庫斯·瓦萊里烏斯·拉埃維努斯（Marcus Valerius Laevinus）率領下派往支援。於是拉埃維努斯率領他的軍隊和艦隊渡過海峽，於俄里科斯登陸，並在稍加攻擊下重新奪回這座城鎮。

伊利里亞部落.

在古羅馬歷史學家蒂托·李維的描述中，拉埃維努斯聽聞阿波羅尼亞遭到馬其頓軍攻圍後，派遣昆圖斯·奈維烏斯·克里斯塔（Quintus Naevius Crista）率領2000名士兵進入河口，避開馬其頓軍，成功在夜幕中偷偷進入阿波羅尼亞。並在當晚，羅馬軍朝腓力的軍隊發動夜襲，克里斯塔成功擊敗馬其頓軍並攻陷敵人的軍營。而腓力立即從停靠在河上的船隻中撤出，在焚燒掉他的艦隊後，成功越過山脈敗退回馬其頓，留下數千士兵戰死荒野或是遭到俘擄，以及全軍未能帶走的財物。拉埃維努斯和他的羅馬艦隊之後便在俄里科斯過冬。
腓力第一次入侵伊利里亞是在海上受到阻礙，第二次阻礙則是拉埃維努斯和他的艦隊，腓力接下來只得花費前213年和前212年這兩年的時間從陸路奪取伊利里亞，他占領了內陸的城鎮阿丁坦尼、迪馬萊，降伏了德克薩羅伊（Dexaroi）的希臘部族和伊利里亞的巴提尼人（Parthini），直至阿爾迪安（Ardiaei）南方。
腓力五世最終因攻下利蘇斯而獲得通往亞得里亞海的道路，雖然利蘇斯這座城市擁有難以攻下的城防，但在鄰近區域都投降後也跟著投降腓力。或許占領了利蘇斯讓腓力重新燃起入侵義大利的希望。但失去了大部份艦隊意味者腓力需靠迦太基提供航運才能進出義大利，這讓入侵義大利這事不怎麼吸引著他。

## 羅馬尋求希臘盟友
為了預防馬其頓從義大利或任何一地援助迦太基軍，羅馬開始尋找希臘有無盟友的可能。於是拉埃維努斯試圖與埃托利亞同盟接觸，並最早在前212年與羅馬結盟。
在前212年，埃托利亞召開了一個與羅馬人會談的聯盟會議，拉埃維努斯指出羅馬近來在與迦太基的戰爭中攻克了敘拉古和卡普阿，代表了時運站在羅馬這方，並願意與埃托利亞同盟結盟對抗馬其頓。儘管埃托利亞同盟在前217年的諾帕克特斯與馬其頓王國締結了和約，但事物境遷已過了五年，戰爭的局勢也發生變化。加上腓力五世與漢尼拔的盟約透露，若羅馬被擊敗後漢尼拔要幫馬其頓奪取希臘，這讓埃托利亞人決定再度重拾武備，準備與老敵手馬其頓交戰。於是雙方締結了盟約，聯盟中歸屬埃托利亞同盟負責在陸上，羅馬負責在海上分別對付馬其頓人。另外羅馬人將可以獲得戰爭中所有的奴隸和戰利品，而埃托利亞同盟將可以獲得所得到的領土。同時，一同納入盟約的還包括希臘的斯巴達、厄利斯人、麥西尼亞人和帕加馬王國的阿塔羅斯一世，以及司凱爾狄萊達斯（Scerdilaidas）和普楞拉托斯（Pleuratus）這兩個羅馬的附庸國。

## 在希臘的征戰

在第一次布匿戰爭中，羅馬人為了在海戰中進行接舷戰，在船頭安裝這種接舷吊橋，稱為烏鴉吊（Corvus），贏得了不錯的戰果。而後羅馬人就以接舷戰為主要海戰戰法，稱霸地中海

在接下來的夏季，拉埃維努斯率軍奪下扎金索斯島的主要城鎮，除了當地要塞、那索斯島（Nasos）和俄尼阿達（Oeniadae）的阿卡納尼亞人城鎮外，都交給了埃托利亞人。之後，拉埃維努斯便與他的艦隊撤回克基拉島過冬。
在得知羅馬與埃托利亞結盟後，腓力五世首要行動就是先確保王國的北方疆界，他先率兵突擊了伊利里亞境內的阿波羅尼亞和歐里科姆（Oricum），並攻占達達尼（Dardani）或者是培奧尼亞（Paionia）的要塞，腓力快速往南進軍，通過佩拉崗尼亞（Pelagonia）、林塞斯蒂斯（Lyncestis）和波提埃阿（Bottiaea），並在坦佩谷住紮了4000名士兵。腓力五世在轉往北方進入色雷斯，在攻擊密底人（Maedi）和他們的主要城市後，腓力返回馬其頓。
在腓力返回馬其頓不久，他受到盟友阿卡納尼亞人的緊急求援，起因埃托利亞同盟將軍（strategos）斯科帕斯已經動員軍隊，準備入侵阿卡納尼亞。阿卡納尼亞人儘管決定要抗爭到底，但鑒於敵我勢力懸殊且情況相當危急，阿卡納尼亞人先把婦孺和老人送到伊庇魯斯尋求避難，剩下的人進入要塞，並宣稱將會忠實遵守誓言「戰到死為止」，若沒有遵守的人將會受到上天可怕的天罰。當埃托利亞人聽聞阿卡納尼亞人這個嚴酷的決心，開始猶豫，再聽聞腓力五世率軍接近，決定放棄入侵阿卡納尼亞的計畫。之後，腓力五世便返回佩拉過冬。
在前210年春季，拉埃維努斯再度率領艦隊駛離克基拉島，與埃托利亞人會合後奪下了福基斯的安提庫拉（Anticyra）。羅馬把居民貶為自己的奴隸，埃托利亞則獲得領土。
儘管親羅馬的希臘人有些懼怕羅馬並且在意它殘酷對抗敵人的方式，但這個反馬其頓聯盟陣容越來越壯大。先後加入這個盟約的有帕加馬王國、厄利斯人、麥西尼亞人以及斯巴達，他們都同意聯合起來對付馬其頓。羅馬的艦隊還與帕加馬的艦隊掌控了海權，而剩下的羅馬盟軍則在陸上威脅馬其頓和他的盟友。在戰略上，羅馬人成功用希臘人於希臘牽制住腓力五世，也因為如此良好進展，前210年拉埃維努斯回到羅馬並被選為羅馬執政官，並向羅馬元老院報告，讓對付腓力的羅馬軍團可以撤回。
然而在整個前210年間，厄利斯人、麥西尼亞人以及斯巴達在戰事仍處於被動的地位，腓力五世仍保持他的優勢。腓力以大規模的攻城器具攻陷埃吉努斯（Echinus），還擊退前來援救此城的埃托利亞將軍多里馬庫斯（Dorimachus），也逐退目前由資深執政官蘇爾皮基烏斯（Publius Sulpicius Galba）所統領的羅馬艦隊。腓力可能還在西方奪下了拉米亞在馬里海灣（Maliac Gulf）的港口城市法拉剌（Phalara）。另外蘇爾皮基烏斯和多里馬庫斯所率的羅馬聯軍占領伊齊那島後，埃托利亞同盟把伊齊那島以30塔蘭同的價格賣給帕加馬國王阿塔羅斯一世，阿塔羅斯並以此地作為他在愛琴海的作戰基地。
於前209年春季，伯羅奔尼撒的馬其頓盟友亞該亞同盟向腓力五世迫切求援，因亞該亞同盟正遭到埃托利亞人和斯巴達的攻擊。同時也收到阿塔羅斯一世被選為埃托利亞同盟兩位最高統帥之一，並有傳言說阿塔羅斯將會從小亞細亞渡過愛琴海，進軍希臘本土。腓力五世率軍南下進入希臘，在拉米亞與埃托利亞為主，羅馬、帕加馬為輔的聯軍作戰，指揮官是埃托利亞同盟另一位最高統帥埃托利亞的皮耳里阿斯（Pyrrhias of Aetolia），馬其頓在這裡贏得兩場拉米亞戰役，並讓皮耳里阿斯的聯軍遭受慘痛損傷，聯軍被迫退入城牆內，堅守不出。

## 和談失敗
腓力從拉米亞往法拉剌（Phalara）前進，在那裏他接見這次戰爭中立國托勒密埃及、羅德島、雅典和希俄斯等大使，他們希望能調停戰爭，可能這些貿易大國因戰爭阻礙商業進行，使利益受到損害。而羅馬史家蒂托·李維描述說他們關心的不是埃托利亞同盟，這些埃托利亞人相比其他希臘人太好戰了，他們是為了希臘城邦的自由，若腓力五世和他的王國在希臘的政治影響力擴大的話，對希臘的獨立是個嚴重警訊。於是，雙方在亞該亞舉行停戰會談，其中埃托利亞人代表是阿塔馬尼亞的阿曼冬（Amynandor of Athamania），雙方簽署30天的停戰協定。
腓力之後進軍優卑亞島的哈爾基斯，在這裡留下一些守軍防止帕加馬的阿塔羅斯登陸，接著繼續在埃吉烏姆（Aegium）進行和談會議。但此時傳來阿塔羅斯率軍抵達埃伊納島，以及羅馬艦隊已在諾帕克特斯的消息，這打亂這場會議的局勢。埃托利亞的代表受到這些消息的鼓舞，立刻要求腓力歸還皮洛斯（Pylos）給麥西尼亞人、把阿丁坦尼給羅馬、阿爾迪安分給司凱爾狄萊達斯和普楞拉托斯。腓力對於這些條件相當氣憤，立刻停止繼續談判，並告訴會議各代表：「各位見證當他追求和談的基礎時，對方卻決定找一個讓戰爭持續下去的托詞」。

## 戰爭繼續

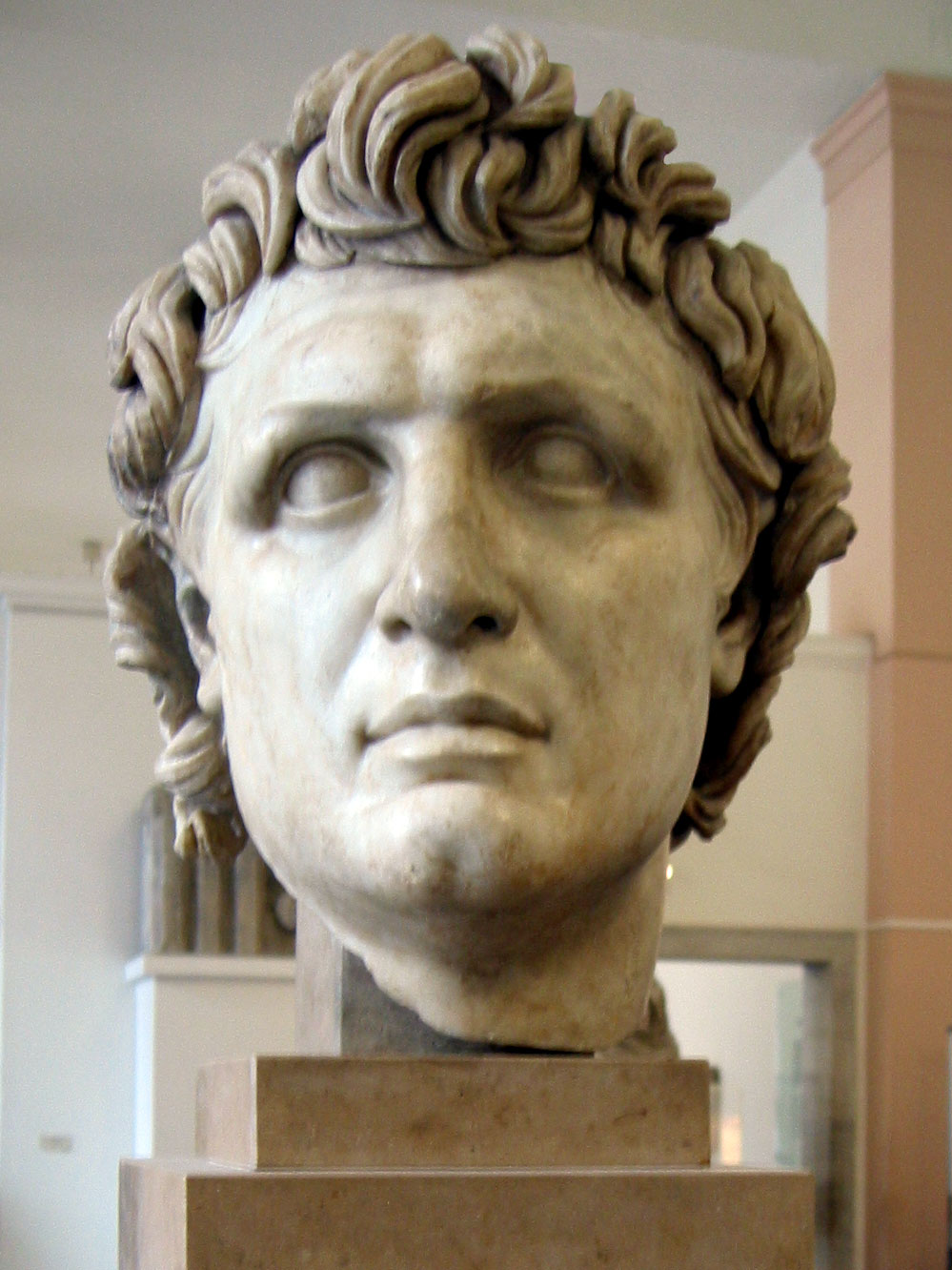
帕加馬國王阿塔羅斯一世

羅馬將領蘇爾皮基烏斯從諾帕克特斯率領艦隊向東，帶領軍隊洗劫科林斯和西库翁一帶。腓力則帶著他的騎兵襲擊上岸的羅馬軍，並把他們趕回海上，羅馬艦隊只好返回諾帕克特斯。
腓力之後與亞該亞同盟將領基克里阿達斯（Cycliadas）在杜美（Dyme）附近合軍，準備一同攻擊伊利斯，因為這裡是埃托利亞人對抗亞該亞的主要基地。然而，蘇爾皮基烏斯率領艦隊進入庫勒涅（Cyllene），並派遣4,000名羅馬士兵增援伊利斯。在一場激烈戰役中，腓力五世親自發起騎兵衝鋒，但他在戰場中摔落馬下，使得失去戰馬的腓力成為敵軍的目標，幸好他騎上另一匹馬從這場危機中逃脫。第二天，腓力攻下了披里庫斯（Phyricus）的要塞，俘虜了4,000人以及20,000頭牲畜。但此刻從馬其頓傳來伊利里亞人入侵的消息，腓力被迫放棄繼續攻擊埃托利亞軍，返回了色薩利的德米特里阿斯。
同時，蘇爾皮基烏斯率領艦隊駛入愛琴海，前往埃伊納島與帕加馬艦隊合軍並過冬。前208年，這支聯合艦隊包含35艘帕加馬船艦和25艘羅馬船艦，他們在進攻馬其頓王國的利姆諾斯島時，遭到了失敗，但成功奪取並劫掠另一個馬其頓的領土斯科佩洛斯（Skopelos）。
隨後，蘇爾皮基烏斯和阿塔羅斯一世出席一場在赫拉克利亞（Heraclea Trachis）舉行的埃托利亞同盟會議，與會的成員還有托勒密埃及、羅德島代表，他們仍舊試圖平息這場戰爭。而腓力得知這個消息，立即率領軍隊向南，企圖把敵方領導者和高級指揮官一舉捕獲，但腓力抵達時已經太晚了。
四周已被敵方環繞的腓力，不得不採行一項防禦政策，他把軍隊和將領四散於各處，並在各處的高地建立一套烽火警備系統，來即時知道敵軍動態。
另一方面，蘇爾皮基烏斯和阿塔羅斯在離開赫拉克利亞後，率軍洗劫了優卑亞島北岸的城市俄瑞烏斯（Oreus）以及東洛克利斯（Locris）的首要城市俄浦斯（Opus）。其中從俄瑞烏斯搜來的戰利品保留給蘇爾皮基烏斯，他之後回到該處，而阿塔羅斯仍舊在俄浦斯收刮戰利品，因此兩支艦隊現在分開了。此時腓力從烽火的訊號得知情形後，趁機襲擊俄浦斯的帕加馬軍，阿塔羅斯在突然襲擊下，僅能乘著自己的船隻倉皇逃出。

## 戰爭結束
儘管腓力五世認為阿塔羅斯脫逃是一場苦澀的勝利，但這場勝利成為戰爭的轉捩點。可能因為在俄浦斯慘敗，或者可能腓力五世與比提尼亞王國普魯西阿斯一世聯姻，並誘使比提尼亞入侵帕加馬王國，總之阿塔羅斯一世被迫退回帕加馬，而蘇爾皮基烏斯也帶著羅馬艦隊回到埃伊納島。從羅馬和帕加馬聯合艦隊的壓力下解放出來，腓力現在可以把方針轉為攻擊，來攻擊埃托利亞人。他攻下特洛尼昂（Thronium），之後還攻取塞菲斯蘇斯（Cephissus）北部城鎮，控制所有愛壁克涅米人的洛克利斯，奪回了俄瑞烏斯。

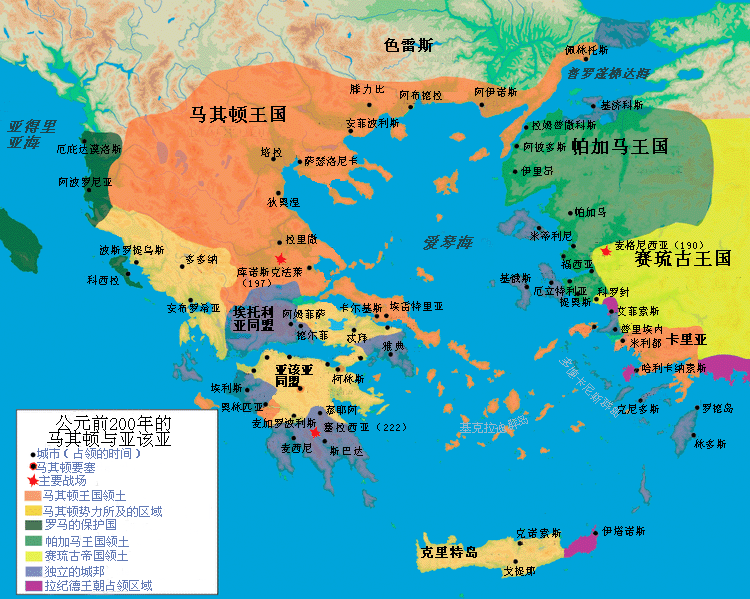
前200年希臘半島各勢力圖

中立的貿易大國還在為和平作努力，前207年春天腓力五世在伊拉提亞（Elateia）會見托勒密埃及、羅德島的調停者，他們曾參與埃托利亞在赫拉克利亞的會議。同樣地，如同那時一樣，沒有任何成果。而托勒密埃及、羅德島、拜占庭、希俄斯、米蒂利尼、可能還有雅典，這些使者也在這個春天再度與埃托利亞會談。然而，儘管目前戰局有利馬其頓，羅馬和帕加馬也放棄援助埃托利亞，但埃托利亞同盟仍就不願接受腓力的條件來和談，直到戰爭進入夏季他們的態度才和緩。前206年，在腓力五世進擊的壓迫下，埃托利亞同盟沒有獲得羅馬的首肯，就獨自與馬其頓簽署和約。
在接下來的春季，羅馬派遣監察官圖迪塔努斯（Publius Sempronius Tuditanus）率領35艘戰船和11,000名士兵到伊利里亞的都拉基烏姆去，圖迪塔努斯在那除了策動巴提尼人反叛外，還率兵包圍迪馬萊。當腓力五世率軍來援時，圖迪塔努斯解除了包圍並退入阿波羅尼亞的城牆內。因為圖迪塔努斯企圖使埃托利亞同盟打破與馬其頓的和約，但這件事沒有成功，而羅馬在希臘本土又沒有強力盟友，加上阻礙馬其頓援助漢尼拔的這個目的已經達成，於是羅馬準備講和。前205年，雙方伊庇魯斯北方的腓尼基簽署和平協定，稱為腓尼基和約，結束第一次馬其頓戰爭。

## 戰後
馬其頓和羅馬在第一次馬其頓戰爭交鋒未分勝負，參戰各方簽訂了和約。和約的條款不允許馬其頓繼續向西擴張，於是腓力五世很快的把注意力轉移到色雷斯和達達尼爾海峽附近的希臘城邦，使羅德島和帕加馬王國感受到威脅，因而在前205年爆發克里特戰爭。造成原先在第一次馬其頓戰爭中立的國家，如羅德島也與馬其頓敵對，使腓力五世樹敵越來越多，連年的戰爭也未使馬其頓有足夠時間修養。
而羅馬成功阻止漢尼拔和馬其頓結合，更證明羅馬在多條戰線上作戰還能應付自如，說明羅馬的軍事資源相當充沛。在戰爭結束後，羅馬把更多資源對付迦太基，終在前202年的札馬戰役擊敗漢尼拔，結束第二次布匿戰爭，羅馬因而稱霸西地中海區域。在解決迦太基人後，有鑑於馬其頓致力擴充實力，很有可能會再度威脅羅馬的安全，終使羅馬再度介入希臘城邦事務，於是第二次馬其頓戰爭爆發。

## 參照
- 馬其頓戰爭
- 第二次馬其頓戰爭
- 第三次馬其頓戰爭
- 第四次馬其頓戰爭